# ديفيد هاست
ديفيد هاست هو سياسي أسترالي، ولد في 3 ديسمبر 1947. انتخب عضو الجمعية التشريعية  في فيكتوريا ‏.